# 库尔斯克东方机场
库尔斯克东方机场（俄语：Аэропорт Курск-Восточный）是俄罗斯库尔斯克州的一座攔截機基地，拥有2500米长的跑道，位于库尔斯克以东7公里处，为军民两用机场。烏俄戰爭期間，於2023年至2024年曾遭烏克蘭武裝部隊多次打击，造成俄军损失数架战机。